# Kauksi (Ida-Viru)

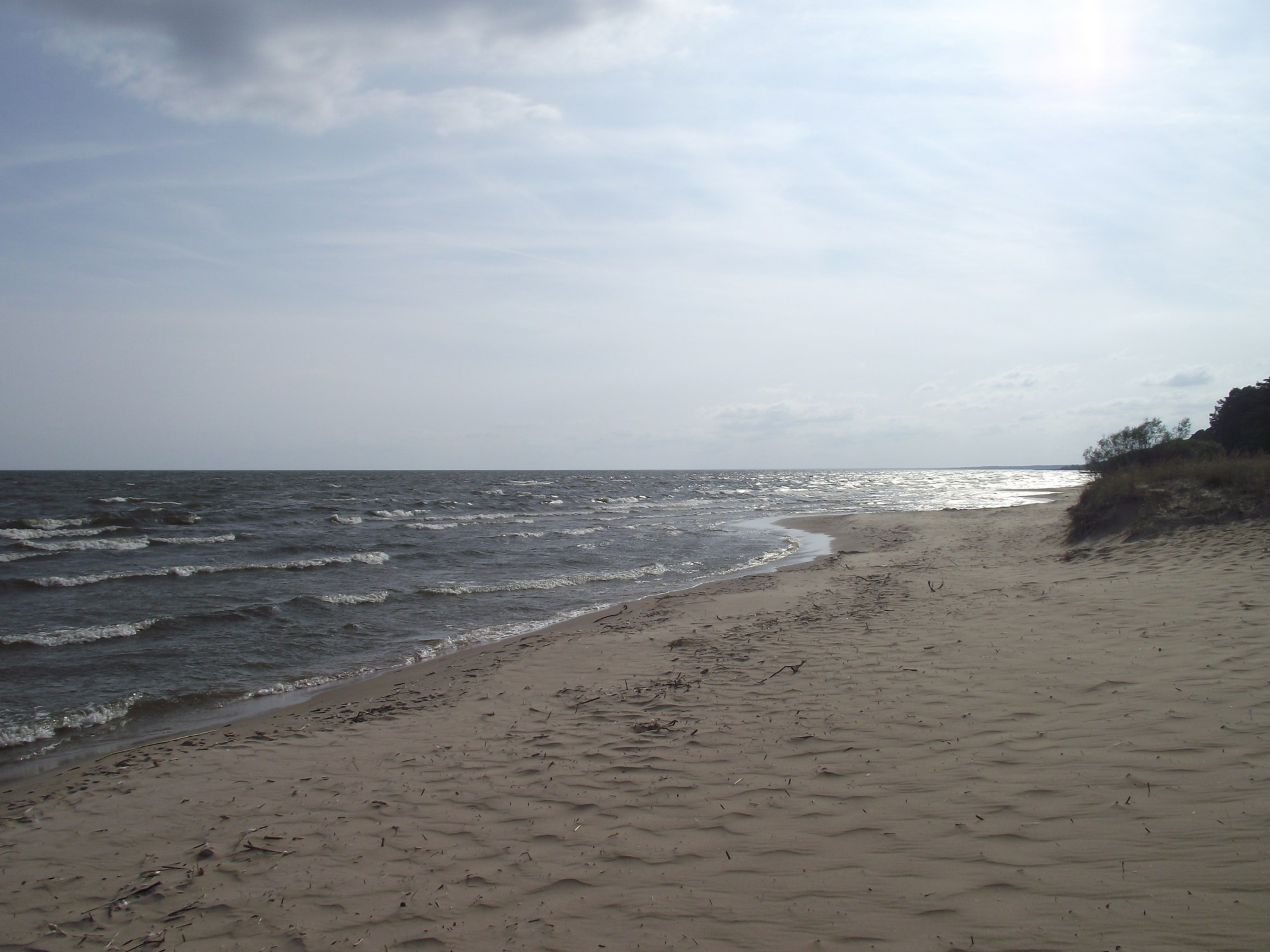
Sandstrand bei Kauksi

Kauksi (deutsch Kauks) ist ein Dorf (estnisch küla) im estnischen Kreis Ida-Viru. Es gehört zur Landgemeinde Alutaguse (bis 2017 Iisaku). Kauksi hatte am 1. Januar 2006 59 Einwohner. Es liegt am Nordufer des größten estnischen Gewässers, dem Peipussee (Peipsi järv).

## Beschreibung und Geschichte
Kauksi wurde erstmals 1543 urkundlich erwähnt. 1732 gehörte das Dorf zum Gutshof von Maidla.
Im 18. Jahrhundert ließ der russischen Adlige Michailo Rudneff direkt am Peipussee ein Gutshaus errichten. Das Gut unterhielt einen eigenen Hafen mit Fährverbindung nach Tartu.
Kauksi ist im Sommer vor allem als Touristenort beliebt. Vom Dorf aus zieht sich ein etwa 30 km langer kaum unterbrochener Sandstrand am Ufer des Peipussees bis nach Vasknarva hin. Sanddünen und dahinter wachsende Kiefern bestimmen das Landschaftsbild. Die Luft- und Wassertemperaturen sind im Durchschnitt höher als an anderen estnischen Badestränden. Mehrere Campingplätze, Ballspielplätze, Fahrrad- und Wanderwege stehen zur Verfügung. 1961 wurde ein Touristenzentrum mit Naturparkhaus in Kauksi eröffnet.